# Eishockey-Europapokal 1981/82
Der Eishockey-Europapokal in der Saison 1981/82 war die 17. Austragung des gleichnamigen Wettbewerbs durch die Internationale Eishockey-Föderation IIHF. Der Wettbewerb begann im Oktober 1981; das Finale wurde im August 1982 ausgespielt. Insgesamt nahmen 18 Mannschaften teil. Der ZSKA Moskau verteidigte zum vierten Mal in Folge den Titel.

## Modus und Teilnehmer
Die Landesmeister des Spieljahres 1980/81 der europäischen Mitglieder der IIHF waren für den Wettbewerb qualifiziert. Der Wettbewerb wurde im K.-o.-System in Hin- und Rückspiel ausgetragen. Das Finale wurde in einer Vierergruppe im Modus Jeder-gegen-Jeden ausgespielt.
- HC Gröden
- EC Villacher SV
- Feenstra Flyers Heerenveen
- CSG Grenoble
- Stjernen IL Frederikstad
- Aalborg BK
- Zagłębie Sosnowiec
- Dinamo Bukarest
- CH Casco Viejo Bilbao
- Alba Volán Székesfehérvár
- EHC Biel
- HK Jesenice
- SC Riessersee (gesetzt für die 2. Runde)
- SG Dynamo Weißwasser (gesetzt für die 2. Runde)
- Kärpät Oulu (gesetzt für die 3. Runde)
- Färjestad BK Karlstad (gesetzt für die 3. Runde)
- TJ Vítkovice (gesetzt für die 3. Runde)
- ZSKA Moskau (Titelverteidiger; gesetzt für die 3. Runde)

## Turnier

### 1. Runde
Die Spiele der ersten Runde wurden am 14. und 28. Oktober 1981 ausgetragen. Zwölf Mannschaften spielten die sechs Qualifikanten für die zweite Runde aus.
|                            |                           | Gesamt | 1. Spiel | 2. Spiel |
| -------------------------- | ------------------------- | ------ | -------- | -------- |
| Stjernen IL Frederikstad   | Aalborg BK                | 16:3   | 8:1      | 8:2      |
| Zagłębie Sosnowiec         | Dinamo Bukarest           | 12:7   | 8:5      | 7:2      |
| Feenstra Flyers Heerenveen | Alba Volán Székesfehérvár | 8:2    | 4:01     | 4:22     |
| EC Villacher SV            | HC Gröden                 | 6:7    | 4:5      | 2:2      |
| EHC Biel                   | HK Jesenice               | 13:5   | 6:23     | 7:34     |
| CSG Grenoble               | CH Casco Viejo Bilbao     | 9:3    | 6:2      | 3:1      |

1 Fand am 7. Oktober 1981 statt.

2 Fand am 24. Oktober 1981 statt.

3 Fand am 15. Oktober 1981 statt.

4 Fand am 22. Oktober 1981 statt.

### 2. Runde
Die Spiele der zweiten Runde wurden am 7. und 21. November 1981 ausgetragen. Die sechs Sieger der ersten Runde sowie die zwei gesetzten Teilnehmer –  SC Riessersee und  SG Dynamo Weißwasser – spielten die vier Qualifikanten für die dritte Runde aus.
|                          |                            | Gesamt           | 1. Spiel         | 2. Spiel         |
| ------------------------ | -------------------------- | ---------------- | ---------------- | ---------------- |
| Zagłębie Sosnowiec       | Feenstra Flyers Heerenveen | 12:71            | 5:2              | 7:5              |
| Stjernen IL Frederikstad | SG Dynamo Weißwasser       | 5:9              | 2:3              | 3:6              |
| HC Gröden                | EHC Biel                   | Biel verzichtete | Biel verzichtete | Biel verzichtete |
| CSG Grenoble             | SC Riessersee              | 5:19             | 1:82             | 4:113            |

1 Beide Spiele fanden in Heerenveen statt.

2 Fand am 25. November 1981 statt.

3 Fand am 29. November 1981 statt.

### 3. Runde
Die Spiele der dritten Runde wurden am 5. Dezember 1981 und 3. Januar 1982 ausgetragen. Die vier Sieger der zweiten Runde sowie die vier gesetzten Teilnehmer –  Kärpät Oulu,  Färjestad BK Karlstad,  TJ Vítkovice und der Titelverteidiger  ZSKA Moskau – spielten die vier Qualifikanten für das Finalturnier aus.
|                      |                       | Gesamt                | 1. Spiel              | 2. Spiel              |
| -------------------- | --------------------- | --------------------- | --------------------- | --------------------- |
| HC Gröden            | TJ Vítkovice          | 6:18                  | 0:71                  | 6:112                 |
| SC Riessersee        | Färjestad BK Karlstad | 10:5                  | 7:4                   | 3:1                   |
| SG Dynamo Weißwasser | ZSKA Moskau           | 3:19                  | 3:122                 | 0:73                  |
| Kärpät Oulu          | Zagłębie Sosnowiec    | Sosnowiec verzichtete | Sosnowiec verzichtete | Sosnowiec verzichtete |

1 Fand am 7. Dezember 1981 statt.

2 Fand am 9. Dezember 1981 statt.

3 Fand am 13. Januar 1982 statt.

### Finalturnier
Das Finalturnier wurde vom 25. bis 29. August 1982 im deutschen Düsseldorf ausgetragen. Die Spiele fanden im 10.285 Zuschauer fassenden Eisstadion an der Brehmstraße statt.
| 25. August 1982 | SC Riessersee | 0:3 (0:2, 0:0, 0:1) | TJ Vítkovice | Eisstadion an der Brehmstraße, Düsseldorf |

| 25. August 1982 | ZSKA Moskau | 13:2 (3:0, 8:1, 2:1) | Kärpät Oulu | Eisstadion an der Brehmstraße, Düsseldorf |

| 28. August 1982 | SC Riessersee | 1:14 (0:4, 1:6, 0:4) | ZSKA Moskau | Eisstadion an der Brehmstraße, Düsseldorf |

| 28. August 1982 | TJ Vítkovice | 3:1 (2:0, 0:0, 1:1) | Kärpät Oulu | Eisstadion an der Brehmstraße, Düsseldorf |

| 29. August 1982 | SC Riessersee | 6:4 (1:1, 2:2, 3:1) | Kärpät Oulu | Eisstadion an der Brehmstraße, Düsseldorf |

| 29. August 1982 | ZSKA Moskau | 4:3 (2:0, 1:1, 1:2) | TJ Vítkovice | Eisstadion an der Brehmstraße, Düsseldorf |

| Pl. |               | Sp | S | U | N | Tore  | Punkte |
| 1.  | ZSKA Moskau   | 3  | 3 | 0 | 0 | 31:06 | 6:0    |
| 2.  | TJ Vítkovice  | 3  | 2 | 0 | 1 | 09:05 | 4:2    |
| 3.  | SC Riessersee | 3  | 1 | 0 | 2 | 07:21 | 2:4    |
| 4.  | Kärpät Oulu   | 3  | 0 | 0 | 3 | 07:22 | 0:6    |

#### Beste Scorer
Abkürzungen: G = Tore, A = Assists, Pts = Punkte; Fett: Turnierbestwert
| Spieler               | Team   | G | A | Pts |
| --------------------- | ------ | - | - | --- |
| Wjatscheslaw Bykow    | Moskau | 2 | 5 | 7   |
| Wladimir Krutow       | Moskau | 5 | 1 | 6   |
| Wjatscheslaw Fetissow | Moskau | 3 | 3 | 6   |
| Alexei Kassatonow     | Moskau | 2 | 4 | 6   |
| Sergei Makarow        | Moskau | 2 | 4 | 6   |
| Alexander Lobanow     | Moskau | 2 | 4 | 6   |
| Nikolai Drosdezki     | Moskau | 3 | 2 | 5   |
| Alexander Gerassimow  | Moskau | 3 | 2 | 5   |
| Irek Gimajew          | Moskau | 3 | 1 | 4   |
| Wiktor Schluktow      | Moskau | 0 | 4 | 4   |

### Siegermannschaft
| Europapokalsieger ZSKA Moskau | Torhüter: Wladislaw Tretjak, Alexander Tyschnych Verteidiger: Sergei Babinow, Wjatscheslaw Fetissow, Alexei Kassatonow, Igor Martynow, Sergei Starikow, Igor Stelnow, Wladimir Subkow, Alexei Woltschenkow Angreifer: Wjatscheslaw Bykow, Andrei Chomutow, Nikolai Drosdezki, Alexander Gerassimow, Irek Gimajew, Wladimir Krutow, Gennadi Kurdin, Sergei Kutschin, Igor Larionow, Alexander Lobanow, Sergei Makarow, Igor Mischukow, Wiktor Schluktow, Alexander Sybin, Michail Wassiljew Cheftrainer: Wiktor Tichonow |